# Khalilou Fadiga
Pour les articles homonymes, voir Fadiga.
Khalilou Fadiga est un footballeur international sénégalais né à Dakar le 30 décembre 1974.

## Ses premiers pas, en région parisienne
Ayant grandi à Paris, Fadiga commence le football dans son quartier avant de rejoindre l'équipe de ce même quartier Les enfants de la goutte d'or jusqu'à sa douzième année où il va intégrer le centre de formation du PSG pendant une année avant de retourner chez   Les enfants de la goutte d'or. Entre 16 et 18 ans, il joue dans les équipes de jeunes du Red Star, l'un des meilleurs clubs de D2 en région parisienne. C'est là-bas qu'il se fait repérer lors d'un tournoi par Eric Gerets, alors entraîneur du RFC Liège, ce dernier va lui proposer de le rejoindre en Belgique. Après l'obtention de son baccalauréat, ses parents l'autorisent à accepter cette offre et c'est là qu'il va aller en Belgique pour y signer son premier contrat professionnel.

## Les six années en Belgique
Il rejoint alors la Belgique : titulaire en 1994-1995 au  RFC Liège, puis de 1995 à 1997 à Lommel, Fadiga se révèle ensuite au FC Bruges avant de s'engager avec l'Association de la jeunesse auxerroise en septembre 2000 où il devient une pièce maîtresse en tant que milieu de terrain offensif.

## L'épopée auxerroise
En Bourgogne, il fait parler son pied gauche, et adresse de nombreux centres,, aux attaquants vedettes de l'époque Djibril Cissé ou Benjamin Mwaruwari, dit Benjani. Il ne se révèlera pas comme un buteur prolifique, puisqu'il ne totalisera que dix buts en trois saisons, dont un seul en championnat lors de sa dernière année sur les bords de l'Yonne  mais il est l'une des pièces maitresse de l'organisation du jeu. Son œuvre la plus marquante restera son but décisif en Ligue des champions face à Arsenal, sur la pelouse de Highbury, permettant à Auxerre de réaliser un exploit sans précédent : « Guy Roux nous a rebattu les oreilles cette semaine avec ses exploits. Il fallait qu'on fasse un exploit, on l'a fait. On n'avait plus rien a perdre. On a fait le maximum », dira-t-il à l'issue de la rencontre. Dans les allées du Stade de l'Abbé-Deschamps, son surnom « Fadigoal » - clin d'œil amical, à son faible rendement de buteur - s'est perdu, mais la mémoire de la génération dorée qui remporta la Coupe de France en 2003 est intacte.
Dans le même temps, chez les Lions de la Téranga (surnom donné à l'équipe nationale du Sénégal)  il atteint les quarts de finale du Mondial 2002 au Japon et en Corée.

## Le cœur brisé à l'Inter
En 2003, Guy Roux donne son feu vert au départ de Khalilou Fadiga, et l'Inter l'engage pour trois ans et 3 millions d'euros. Coup de théâtre, le 22 juillet, les tests médicaux réalisés par ce club italien révèlent « Une arythmie cardiaque importante qui n’est absolument pas compatible avec la pratique de la compétition ». La Commission régionale italienne saisie par le footballeur pour régler le différend qui l’oppose à l’Inter de Milan déclare le samedi 11 octobre qu'il ne pourra pas fouler les pelouses du Calcio avant juin 2004 - l'Inter lui aurait dans le même temps permis de jouer, en attendant, dans un autre championnat européen. Avec l'Inter, il n'aura participé qu'à un match amical au cours de l'été 2003.

## Le cœur à l'ouvrage en Angleterre
Il subit en 2004 une opération du cœur, et signe en septembre un contrat d'un an avec Bolton avec une option pour une année supplémentaire. Il est alors victime d'une attaque cardiaque et subit une implantation d'un défibrillateur automatique. Sa volonté de jouer est intacte. Au cours de tous ces évènements, sa motivation et sa persévérance n'auront jamais failli. Il participera même à 5 matchs en 2005.
En début de saison 2005-2006, prêté au Derby County, il joue 4 matchs en deuxième Division anglaise, jusqu'au mois d'octobre. Il termine la saison 2005-2006 avec son club Bolton, victime d'une rupture de ligaments croisés. Ses performances n'étaient pas à la hauteur des attentes du club; il rata face à Portsmouth un penalty qui aurait été synonyme de Coupe d'Europe.
Après une proposition avortée du club Al-Wakrah au Qatar, puis plusieurs essais à Porsmouth, Watford et Hull City, il signe le 23 février 2007 pour quatre mois au club de Coventry City, en Angleterre.

## Retour en Belgique et retour en équipe nationale
Pour la saison 2007-2008, il rejoint la Belgique à la KAA La Gantoise où il réalise d'excellents matchs et déclare être disponible pour l'équipe nationale.
Dans le même temps, le public du Stade Léopold Sédar Senghor s'en prend, après une séance d'entrainement, au sélectionneur sénégalais, en criant « On veut Fadiga ! On veut Fadiga ! », pour que le « Gaucher magique » revienne. Les joueurs aussi militent pour son retour notamment Henri Camara, Tony Sylva et El-Hadji Diouf. L'envie de Fadiga était telle qu'il déclara dans les locaux de Canal production football academy (académie dont il est le parrain) : « Par rapport à l’appel du peuple, je voudrais dire ceci : si c’est le peuple qui me convoque je prendrais un vélo, je l’enfourcherais, je prendrais mon sac et mes chaussures et je pédalerais jusqu’au Sénégal ! » Il parait donc probable que Fadiga fasse son retour dans l'équipe du Sénégal.
En juin 2008, il quitte le club KAA La Gantoise pour le KFC Germinal Beerschot Anvers.
Il participera finalement au match des éliminatoires pour la Coupe d'Afrique des Nations et la Coupe du monde 2010, le 11 octobre 2008 contre la Gambie à Dakar. Son équipe concédera un match nul synonyme d'élimination (1-1). Le quotidien indépendant « L’Observateur », titrera « La grande honte » avec la photo de Khalilou Fadiga évacué de la pelouse du stade par la police sous les projectiles des supporters en colère.

## L'aventure au Qatar
En avril 2009, après quatre mois d'errance, Fadiga effectue un essai non concluant dans le club de Umm Salal entraîné par le Français Gérard Gili au Qatar.

## Vie privée
Khalilou Fadiga est le père du footballeur Noah Fadiga.
Il a été consultant TV pour Bein Sports, Proximus TV et la RTBF.
Il est membre de la commission technique et développement de la Confédération Africaine de Football depuis 2014.
Il fait partie des FIFA Legends et est titulaire d'un master en droit et économie de l'UEFA.

## Carrière
- 1989-1990 :  Les enfants de la goutte d'or
- 1990-1991 :  Paris Saint Germain
- 1991-1992 :  Les enfants de la goutte d'or
- 1992-1994 :  Red Star
- 1994-1995 :  RFC Liège
- 1995-1997 :  FC Lommel
- 1997-2000 :  FC Bruges
- 2000-2003 :  AJ Auxerre
- 2003-2004 :  Inter Milan
- 2004-2005 :  Bolton Wanderers
- 2005 :  Derby County
- 2005-2006 :  Bolton Wanderers
- 2007 :  Coventry City
- 2008 :  La Gantoise
- 2008 :  Germinal Beerschot A.

## Palmarès
- Finaliste de la Coupe de Belgique en 2008.
- Finaliste de la Coupe d'Afrique des nations de football 2002
- Vainqueur de la Coupe de France en 2003.
- Champion de Belgique en 1998.
- Vainqueur de la Supercoupe de Belgique en 1998.
- Finaliste de la Coupe de Belgique en 1998.
- Quart de finaliste de la Coupe du monde 2002

## Médias
Lors de la Coupe du monde 2010 en Afrique du Sud, Khalilou Fadiga est consultant pour le service Sports de la RTBF, aux côtés de José Riga et Stéphane Pauwels. Il réédite son expérience en 2012 lors de l'Euro 2012 en Pologne et en Ukraine. Il accompagne Benjamin Deceuninck et Benjamin Nicaise sur le plateau de la RTBF. Il en est de même à l'occasion de la Coupe du monde de football de 2014, l'Euro 2016, la Coupe du monde de football de 2018 et l'Euro 2020 (qui se déroule en 2021) et pour l'Euro 2024.